# رمز الصداقة المصرية السوفيتية
رمز الصداقة المصرية السوفيتية يقع بالقرب من السد العالي في مدينة أسوان، مصر.

## الخلفية
بعد رفض الولايات المتحدة وبريطانيا تمويل مشروع السد، وعقب عدة مفاوضات بالتنفيذ، قررت مصر بقيادة جمال عبد الناصر طلب العون من الاتحاد السوفيتي.
الاتحاد السوفيتي منح مصر قرضا بقيمة مليار دولار وبفائدة لا تذكر، شطبت ثلثه في وقت لاحق، وأرسلت موسكو إلى مصر المهندسين والفنيين والخبراء في إنشاءات السدود، والحفارات الضخمة والمعدات، وأشرفت على المشروع الذي اكتمل في موعده، أطلق المصريون عليه اسم السد العالي، الذي حمى البلاد من الفيضان وزودها بالتيار الكهربائي اللازم لإطلاق عجلة التنمية، ولا يزال ينير مصر ويخدم المشروعات التنموية فيها.

## الأنشاء
لإنشاء النصب تم طرح مسابقة بين المهندسين المعماريين والشركات الخاصة بالتنفيذ المعماري وذلك لرمز يجسد روح التعاون بين البلدين مصر والاتحاد السوفيتي في إنشاء السد العالي بعد إكتمال بنائه عام 1964، صمم المهندس المعماري الروسي يوري أومليتر شينكو، نصب الصداقة المصرية الروسية الذي تم بناؤه في عام 1967، ويصل ارتفاعه إلى حوالي 72 مترًا.
رمز الصداقة هو على شكل زهرة اللوتس المفتوحة والمكونة من 5 وريقات، وقامت بتنفيذه شركة مصر للأسمنت المسلح المصرية، وتم اختيار زهرة اللوتس لقدسيتها لدى المصريين القدماء، حيث تصعد فوق سطح المياه فاتحة أوراقها الخمسة عند إشراق الشمس، وتغلقها عند غروب الشمس وتعدود غاطسة في المياه من جديد.

## التكريم
عام 2014 في إحتفالية اليوبيل الذهبي لمرور 50 عاما على تحويل مجرى نهر كرم محافظ أسوان والسفير الروسي في مصر الخبراء المصريين والروس الذين شاركو في بناء السد العالي من بينهم مصمم رمز الصداقة يوري بالإضافة إلى 8 من قيادات الهيئة العامة للسد العالي وخزان أسوان وشركة المحطات المائية لإنتاج الكهرباء.